# Saint-Avaugourd-des-Landes
Saint-Avaugourd-des-Landes és un municipi francès situat al departament de Vendée i a la regió de País del Loira. L'any 2007 tenia 856 habitants.

## Demografia

### Població
El 2007 la població de fet de Saint-Avaugourd-des-Landes era de 856 persones. Hi havia 347 famílies de les quals 89 eren unipersonals (30 homes vivint sols i 59 dones vivint soles), 129 parelles sense fills, 107 parelles amb fills i 22 famílies monoparentals amb fills.
La població ha evolucionat segons el següent gràfic:
Habitants censats

### Habitatges
El 2007 hi havia 466 habitatges, 352 eren l'habitatge principal de la família, 102 eren segones residències i 12 estaven desocupats. 463 eren cases i 2 eren apartaments. Dels 352 habitatges principals, 278 estaven ocupats pels seus propietaris, 73 estaven llogats i ocupats pels llogaters i 1 estava cedit a títol gratuït; 3 tenien una cambra, 15 en tenien dues, 60 en tenien tres, 99 en tenien quatre i 175 en tenien cinc o més. 283 habitatges disposaven pel capbaix d'una plaça de pàrquing. A 147 habitatges hi havia un automòbil i a 185 n'hi havia dos o més.

### Piràmide de població
La piràmide de població per edats i sexe el 2009 era:
| Homes | Edats   | Dones |
| ----- | ------- | ----- |
| 0     | 95 o +  | 0     |
| 0     | 90 a 94 | 0     |
| 4     | 85 a 89 | 0     |
| 8     | 80 a 84 | 4     |
| 12    | 75 a 79 | 8     |
| 24    | 70 a 74 | 20    |
| 20    | 65 a 69 | 12    |
| 4     | 60 a 64 | 12    |
| 28    | 55 a 59 | 12    |
| 16    | 50 a 54 | 28    |
| 28    | 45 a 49 | 16    |
| 24    | 40 a 44 | 32    |
| 20    | 35 a 39 | 28    |
| 24    | 30 a 34 | 8     |
| 28    | 25 a 29 | 32    |
| 28    | 20 a 24 | 24    |
| 40    | 15 a 19 | 28    |
| 20    | 10 a 14 | 16    |
| 8     | 5 a 9   | 32    |
| 20    | 0 a 4   | 16    |

## Economia
El 2007 la població en edat de treballar era de 554 persones, 410 eren actives i 144 eren inactives. De les 410 persones actives 351 estaven ocupades (191 homes i 160 dones) i 59 estaven aturades (22 homes i 37 dones). De les 144 persones inactives 71 estaven jubilades, 32 estaven estudiant i 41 estaven classificades com a «altres inactius».

### Ingressos
El 2009 a Saint-Avaugourd-des-Landes hi havia 370 unitats fiscals que integraven 900 persones, la mediana anual d'ingressos fiscals per persona era de 17.073 €.

### Activitats econòmiques
Dels 30 establiments que hi havia el 2007, 1 era d'una empresa alimentària, 2 d'empreses de fabricació d'altres productes industrials, 10 d'empreses de construcció, 5 d'empreses de comerç i reparació d'automòbils, 1 d'una empresa d'hostatgeria i restauració, 2 d'empreses financeres, 7 d'empreses de serveis, 1 d'una entitat de l'administració pública i 1 d'una empresa classificada com a «altres activitats de serveis».
Dels 11 establiments de servei als particulars que hi havia el 2009, 1 era una oficina bancària, 2 tallers de reparació d'automòbils i de material agrícola, 2 guixaires pintors, 2 fusteries, 1 lampisteria, 2 empreses de construcció i 1 saló de bellesa.
L'únic establiment comercial que hi havia el 2009 era una fleca.
L'any 2000 a Saint-Avaugourd-des-Landes hi havia 30 explotacions agrícoles que ocupaven un total de 897 hectàrees.

## Equipaments sanitaris i escolars
El 2009 hi havia 2 escoles elementals.

## Poblacions més properes
El següent diagrama mostra les poblacions més properes.